# Zafu

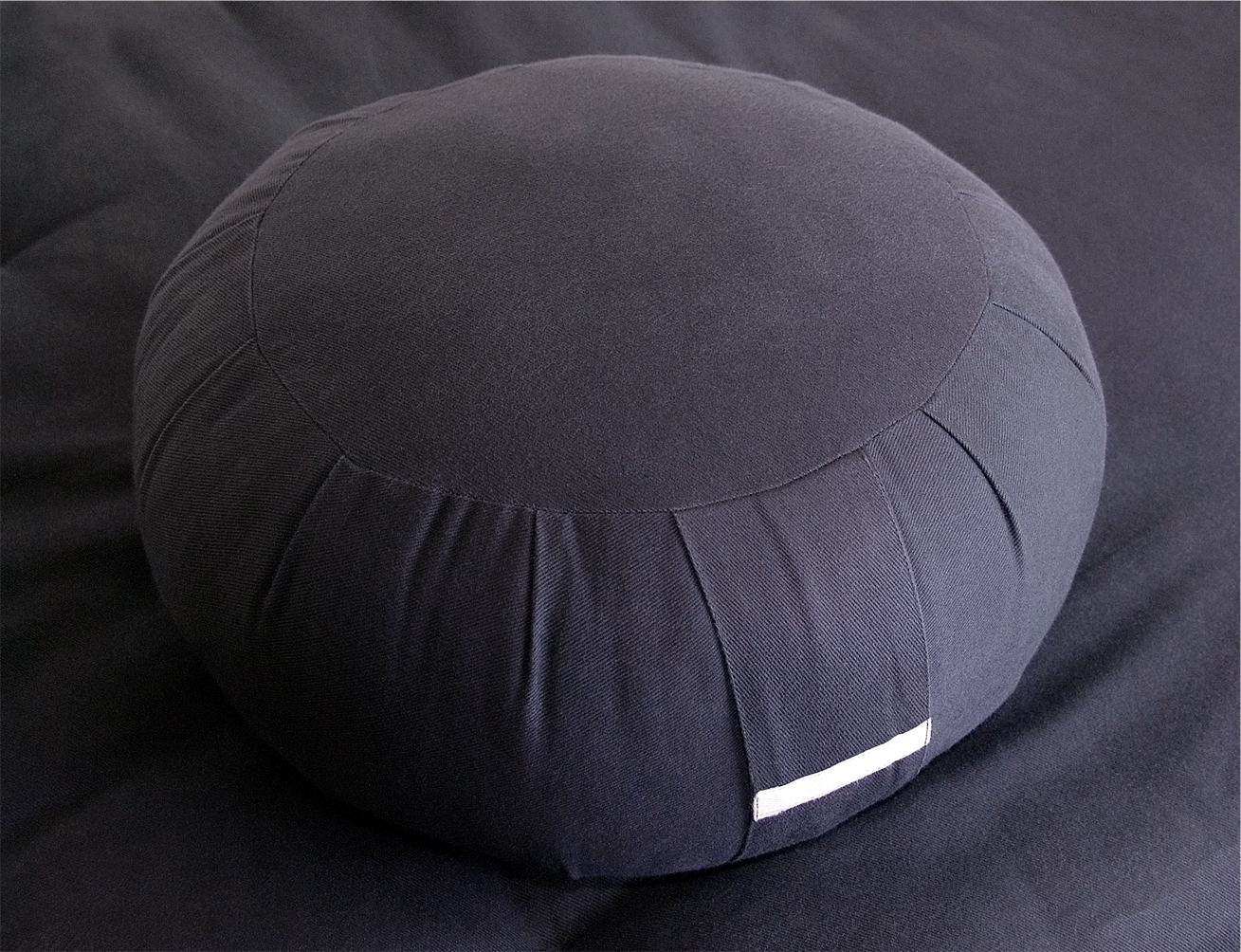
Zafu.

Zafu (座蒲 em Japonês ou 蒲团 em Chinês) é uma almofada tradicional de origem chinesa, de sarja preta com uma faixa branca, utilizada junto com o zabuton para a meditação no método zen ou zazen.
"Za" (座) significa "assento", e "fu" (蒲) é o nome de uma planta, "cattail" . Assim,  "zafu" designa um assento estofado com esta planta. O têrmo japonês zafu (座蒲) tem origem na China, onde este tipo de assento para meditação era originalmente feito com este material. Atualmente, assentos similares utilizados no Japão ou na China para meditação são feitos com outros materiais, como a paina.